# Caldeirão dos Jogos Olímpicos e Paralímpicos de Verão de 2024
O caldeirão dos Jogos Olímpicos e Paralímpicos de Verão de 2024 (em francês:  Chaudron des Jeux olympiques et paralympiques d'été de 2024) foi feito para os Jogos Olímpicos de Verão de 2024 e Paralímpicos em Paris, França. Foi projetado por Mathieu Lehanneur e foi aceso por dois guadalupeanos – o judoca Teddy Riner e a velocista Marie-José Pérec – na cerimônia de abertura olímpica, e por Alexis Hanquinquant, Nantenin Keïta, Charles-Antoine Kouakou, Fabien Lamirault e Élodie Lorandi na cerimônia de abertura paralímpica.
Em homenagem aos irmãos Montgolfier, tem um design inspirado em balões de ar quente, com uma esfera de hélio de 30 metros de altura no topo, e é permitido flutuar no ar acima do Jardim das Tulherias à noite. O caldeirão está preso a um conduto semelhante a um fio ancorado no meio do Grand Bassin Rond (lit "Grande Basquete Redondo") para evitar que voe para fora e é o primeiro caldeirão olímpico e paralímpico a acender sem o uso de combustíveis fósseis. Em vez de o caldeirão ser iluminado por combustão, as chamas são simuladas por um anel de 40 LEDs computadorizados e 200 nebulizadores de água de alta pressão. Durante os jogos, o caldeirão se tornou um marco popular e petições foram lançadas para torná-lo uma instalação permanente.

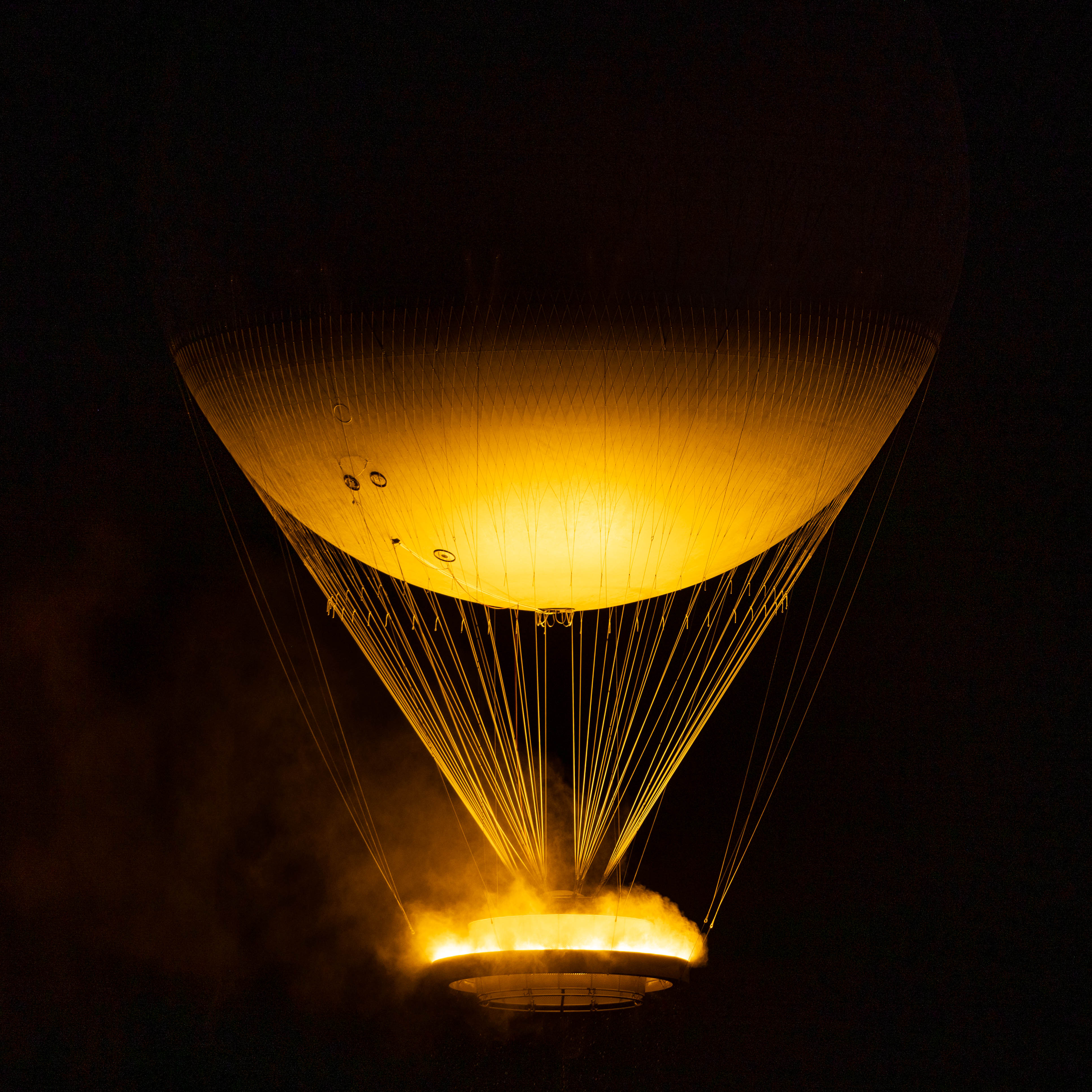
Uma vista do caldeirão à noite, com nebulizadores de água dissipando uma pequena nuvem de gotículas microscópicas de água (aerossol) iluminadas por lâmpadas de LED simulando chamas artificiais abaixo do fundo do balão de hélio preso
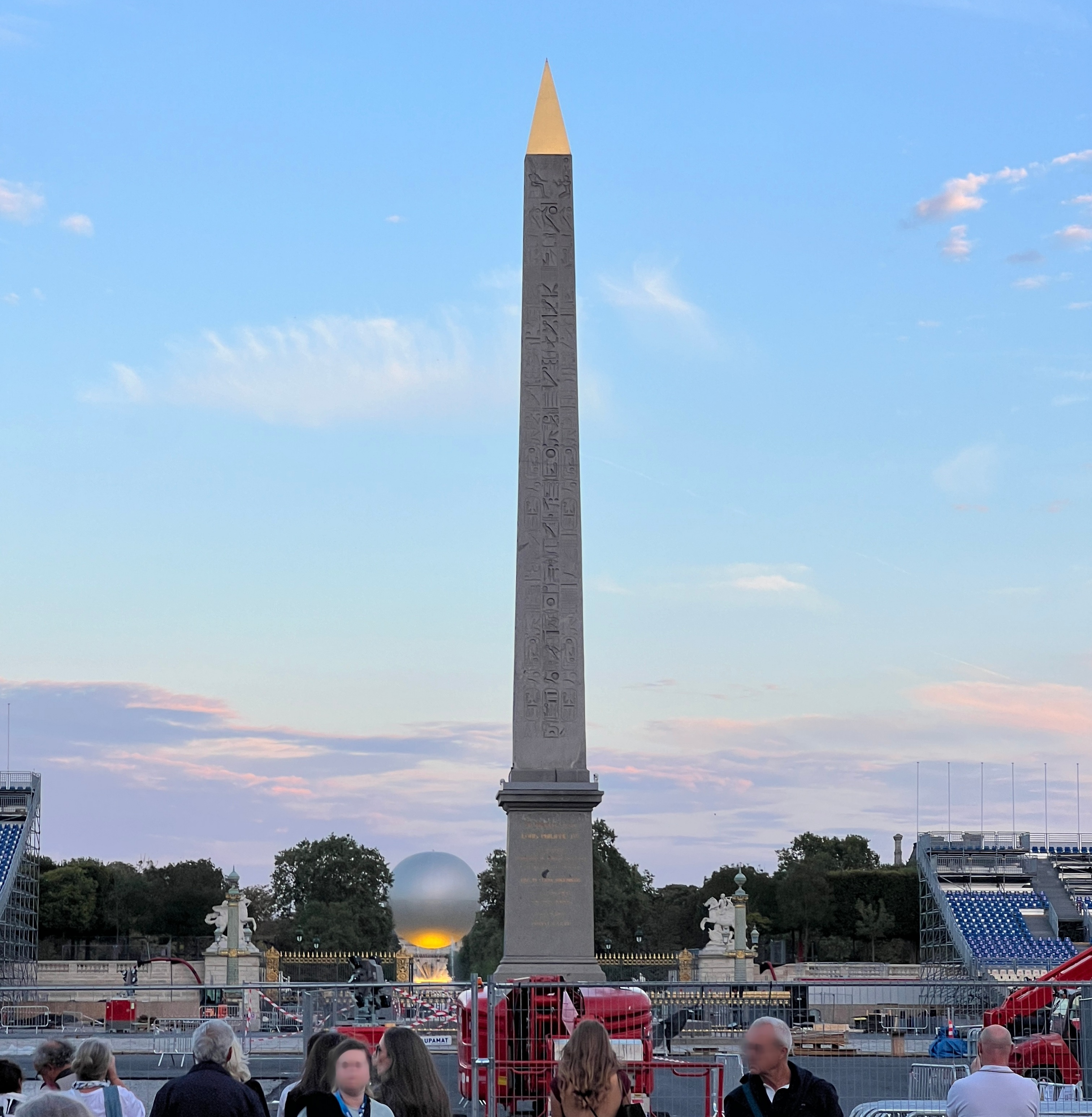
A pira e o Obelisco de Luxor
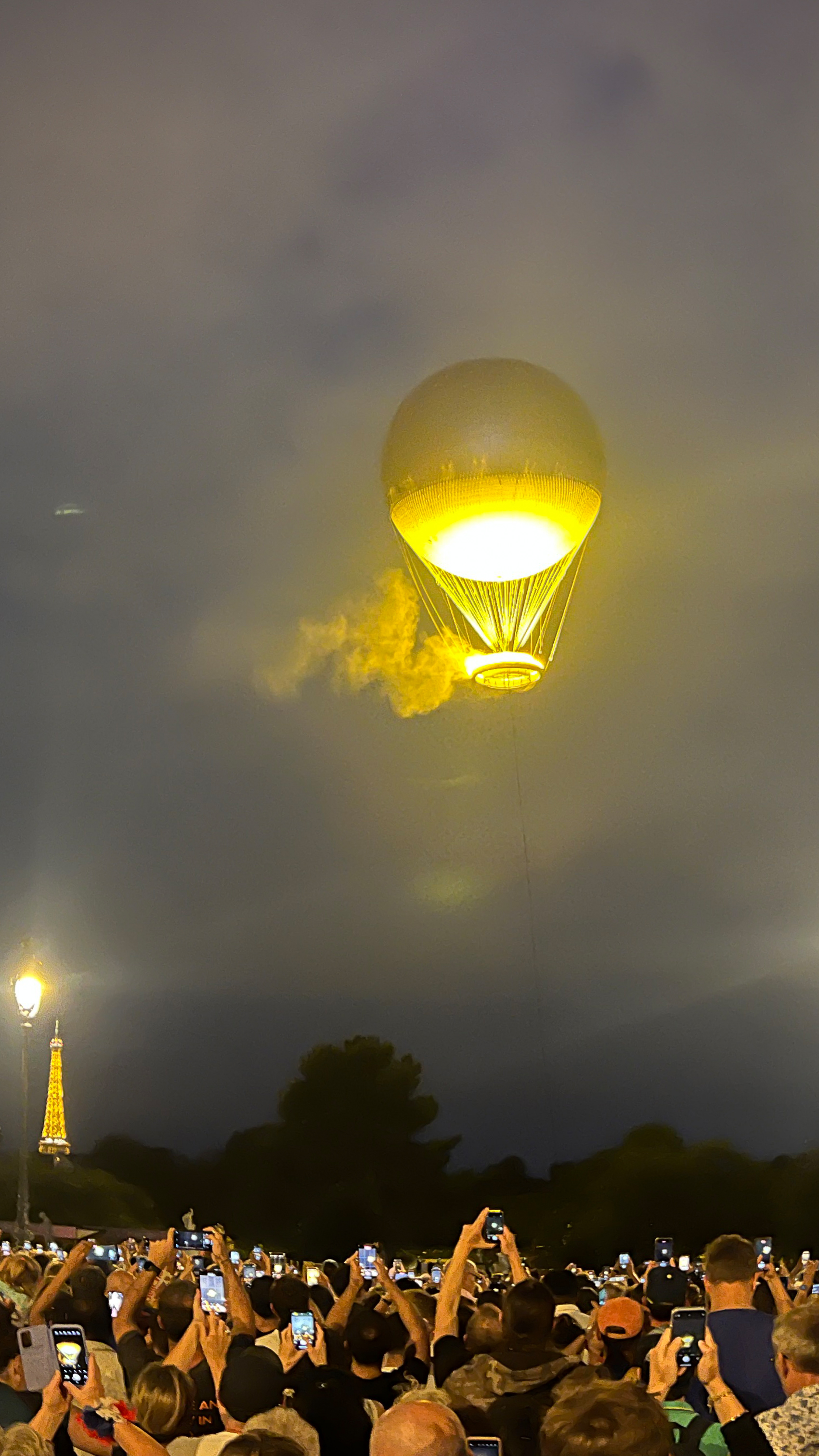
A pira durante a noite
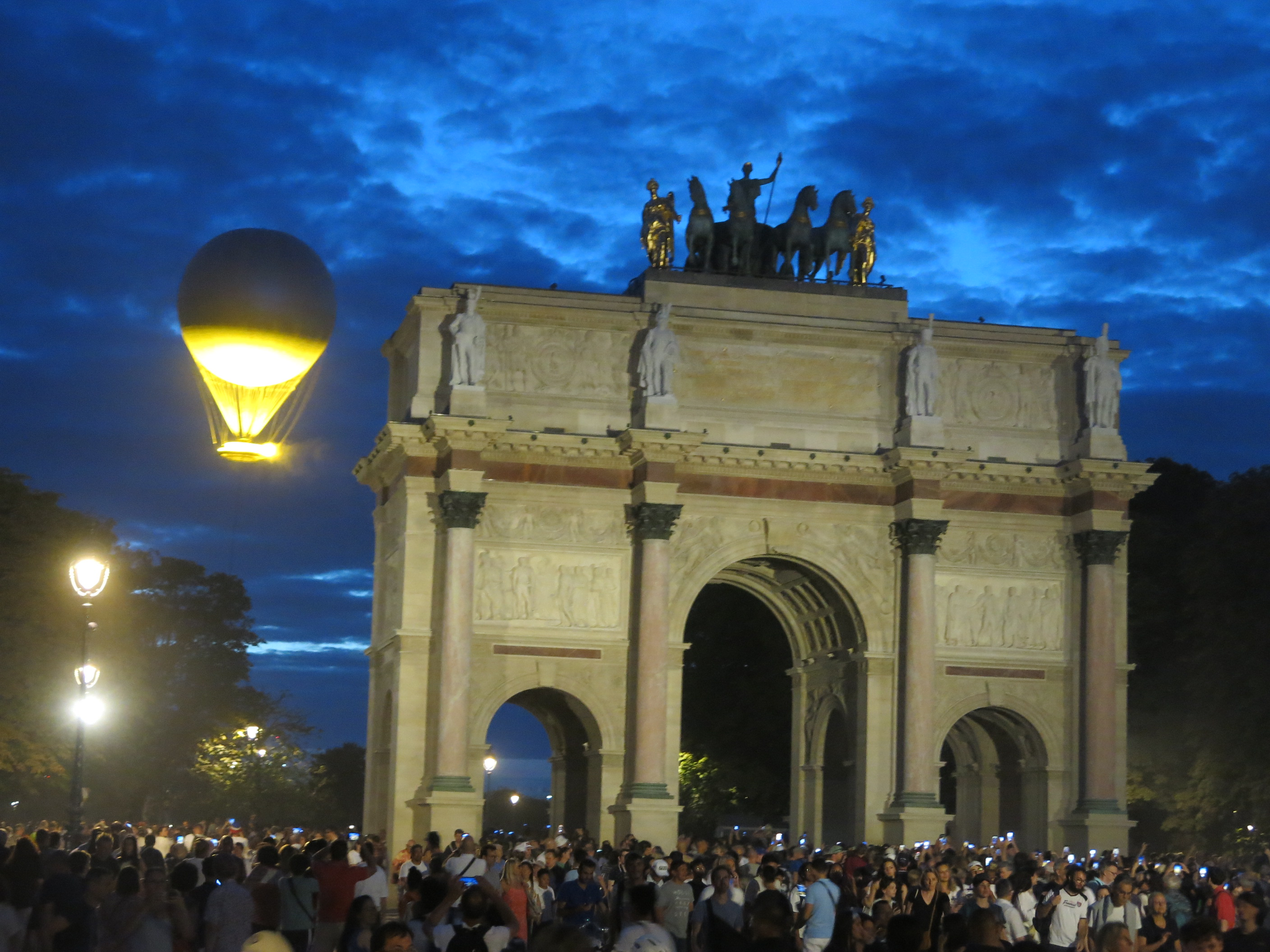
A pira e o Arco do Triunfo do Carrossel